# Rudolf Gümbel
Rudolf Gümbel (* 8. Juni 1930 in Kirn; † 2008) war ein deutscher Wirtschaftswissenschaftler.

## Leben
Nach dem Abitur 1949 am Zinzendorf-Gymnasium in Königsfeld im Schwarzwald studierte er Betriebswirtschaftslehre an der Johannes Gutenberg-Universität Mainz (Diplom-Kaufmann 1953). 1959 wurde er bei Karl Banse mit der Dissertation Der Einfluß der Sortendifferenzierung auf die Wettbewerbsgestaltung im Einzelhandel zum Dr. rer. pol. promoviert (magna cum laude). 1962 folgte die Habilitation zum Thema Die Sortimentspolitik in den Betrieben des Wareneinzelhandels.
1963/64 vertrat er den Lehrstuhl für Allgemeine Betriebswirtschaftslehre und Betriebliche Marktlehre an der Georg-August-Universität Göttingen. 1964 wurde er Professor für Allgemeine Betriebswirtschaftslehre und besondere Betriebswirtschaftslehre des Handels an der Universität des Saarlandes in Saarbrücken. 1967 vertrat er den Lehrstuhl (Ab 1968 war er Ordinatus) für Allgemeine Betriebswirtschaftslehre und besondere Betriebswirtschaftslehre des Handels an der Technischen Universität Berlin. 1969 wurde er Professor für Betriebswirtschaftslehre, insbesondere Betriebswirtschaftslehre des Warenhandels an der Johann Wolfgang Goethe-Universität Frankfurt. 1983 war er Lehrstuhlvertreter an der Universität Wien. Einen Ruf nach Münster lehnte er ab.
1971 wurde er Dekan des Fachbereichs Wirtschaftswissenschaften und von 1971 bis 1975 Vorsitzender des Wirtschafts- und Sozialwissenschaftlichen Fakultätentages. Er war Mitglied im Verein für Socialpolitik und in der Deutschen Gesellschaft für Unternehmensforschung. 1969 wurde er Mitherausgeber von Schmalenbachs Zeitschrift für betriebswirtschaftliche Forschung. Von 1979 bis 1988 war er Mitherausgeber von Marketing – Zeitschrift für Forschung und Praxis.
Gümbel war verheiratet und Vater von zwei Kindern. Seine Tochter Eva Gümbel ist Staatsrätin der Behörde für Wissenschaft, Forschung und Gleichstellung in Hamburg.

## Auszeichnungen
- 1991: Ehrendoktor der Universität Graz